# National Hockey League 1926/1927

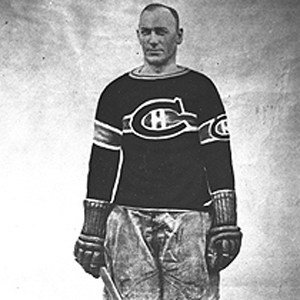
Montreal Canadiens back Herb Gardiner vann Hart Memorial Trophy som grundseriens mest värdefulle spelare.

National Hockey League 1926/1927 var den tionde säsongen av NHL. 10 lag spelade 44 matcher var i grundserien innan spelet om Stanley Cup inleddes den 29 mars 1927. Stanley Cup vanns av Ottawa Senators som tog sin elfte titel efter finalseger mot Boston Bruins med 2-0 i matcher.
Tre nya lag tillkom inför säsongen; Chicago Black Hawks, Detroit Cougars och New York Rangers. I och med det delades ligan upp i två divisioner, Canadian Division och American Division.

## Grundserien

### Canadian Division
| Nr | Lag                  | S  | V  | O | F  | GM | IM | MS  | P  |
| -- | -------------------- | -- | -- | - | -- | -- | -- | --- | -- |
| 1  | Ottawa Senators      | 44 | 30 | 4 | 10 | 86 | 69 | +17 | 64 |
| 2  | Montreal Maroons     | 44 | 28 | 2 | 14 | 99 | 67 | +32 | 58 |
| 3  | Montreal Canadiens   | 44 | 20 | 4 | 20 | 71 | 68 | +3  | 44 |
| 4  | New York Americans   | 44 | 17 | 2 | 25 | 82 | 91 | −9  | 36 |
| 5  | Toronto St. Patricks | 44 | 15 | 5 | 24 | 79 | 94 | −15 | 35 |

### American Division
| Nr | Lag                      | S  | V  | O | F  | GM  | IM  | MS  | P  |
| -- | ------------------------ | -- | -- | - | -- | --- | --- | --- | -- |
| 1  | New York Rangers (NY)    | 44 | 25 | 6 | 13 | 95  | 72  | +23 | 56 |
| 2  | Boston Bruins            | 44 | 21 | 3 | 20 | 97  | 89  | +8  | 45 |
| 3  | Chicago Black Hawks (NY) | 44 | 19 | 3 | 22 | 115 | 116 | −1  | 41 |
| 4  | Pittsburgh Pirates       | 44 | 15 | 3 | 26 | 79  | 108 | −29 | 33 |
| 5  | Detroit Cougars (NY)     | 44 | 12 | 4 | 28 | 76  | 105 | −29 | 28 |

## Poängligan 1926/1927
Not: SM = Spelade matcher, M = Mål, A = Assists, P = Poäng
| Spelare           | Lag                             | SM | M  | A  | P  |
| ----------------- | ------------------------------- | -- | -- | -- | -- |
| Bill Cook         | New York Rangers                | 44 | 33 | 4  | 37 |
| Dick Irvin        | Chicago Black Hawks             | 43 | 18 | 18 | 36 |
| Howie Morenz      | Montreal Canadiens              | 44 | 25 | 7  | 32 |
| Frank Fredrickson | Detroit Cougars / Boston Bruins | 44 | 18 | 13 | 31 |
| Babe Dye          | Chicago Black Hawks             | 41 | 25 | 5  | 30 |
| Ace Bailey        | Toronto St Patricks             | 42 | 15 | 13 | 28 |
| Frank Boucher     | New York Rangers                | 44 | 13 | 15 | 28 |
| Billy Burch       | New York Americans              | 43 | 19 | 8  | 27 |
| Harry Oliver      | Boston Bruins                   | 42 | 18 | 6  | 24 |
| Duke Keats        | Boston Bruins / Detroit Cougars | 42 | 16 | 8  | 24 |

## Slutspelet 1927
Sex lag gjorde upp om Stanley Cup-pokalen. De båda ettorna i serierna var direktkvalificerade till semifinalen. 
Tvåorna och treorna spelade kvartsfinaler i bäst av två matcher där det lag som gjort flest mål gick till semifinal. Semifinalerna spelades i bäst av två matcher där det lag som gjort flest mål gick till final. Finalserien spelades i bäst av tre matcher men eftersom två slutade oavgjort spelades fyra matcher. På den tiden blev resultatet av matcherna oavgjort efter 20 minuters förlängning om inget lag gjort mål.

### Kvartsfinal
Montreal Canadiens vs. Montreal Maroons
Montreal Canadiens vann serien med 2-1 i målskillnad.
Boston Bruins vs. Chicago Black Hawks
Boston Bruins vann serien med 10-5 i målskillnad.

### Semifinal
New York Rangers vs. Boston Bruins
Boston Bruins vann semifinalserien med 3-1 i målskillnad.
Ottawa Senators vs. Montreal Canadiens
Ottawa Senators vann semifinalserien med 5-1 i målskillnad.

## Stanley Cup-final
Ottawa Senators vs. Boston Bruins
Ottawa Senators vann serien med 2-0 i matcher

## Slutspelets poängliga
Not: SM = Spelade matcher; M = Mål; A = Assists; P = Poäng
| Spelare         | Lag           | SM | M | A | P |
| --------------- | ------------- | -- | - | - | - |
| Harry Oliver    | Boston Bruins | 8  | 4 | 2 | 6 |
| Percy Galbraith | Boston Bruins | 8  | 3 | 3 | 6 |

## NHL Awards
| 1926–27 NHL Awards      | 1926–27 NHL Awards                    |
| ----------------------- | ------------------------------------- |
| Prince of Wales Trophy: | Ottawa Senators                       |
| Hart Memorial Trophy:   | Herb Gardiner, Montreal Canadiens     |
| Lady Byng Trophy:       | Billy Burch, New York Americans       |
| Vezina Trophy:          | George Hainsworth, Montreal Canadiens |